# ヤコブ・ヨハンソン
ヤコブ・ヨハンソン(1990年6月21日-)はスウェーデンの元サッカー選手。現役時代のポジションはMF。

## 経歴
2014年12月28日、AEKアテネFCと3年半契約を結んだことを発表した。
2015年8月22日、プラタニアスFC戦でリーグデビュー。そのシーズンは7ゴールを挙げる活躍を見せる。

### 代表歴
2013年1月23日の北朝鮮代表との親善試合でA代表デビューを果たす。2017年11月13日、イタリア代表との2018 FIFAワールドカップ・ヨーロッパ予選プレーオフ1stレグにて後半16分に決勝点を挙げ、2ndレグを0-0で引き分けたことでチームをワールドカップに導いた。しかしその後負傷したこともあり、本大会を戦う23名には選出されなかった。

## プレースタイル
ボックストゥボックスタイプのミッドフィルダーで、強靭なフィジカルを生かしたプレーが得意。

## 私生活
兄のリッカルド・ヨハンソンもサッカー選手であり、ゴールキーパーをしている。